# Bratr rádce
Bratr rádce (v anglickém originále Den Brother) je film z dílny Disney Channel. V hlavních rolích se blýskli ostřílení profesionálové od Disney, Hutch Dano ze Zeke & Luther a G. Hannelius ze Sonny ve velkém světě. Film měl v zámoří premiéru 13. srpna 2010.

## Děj
Alex Pearson (Hutch Dano) je vášnivým hokejistou Lemon Oaks High School, který se snaží získat pozornost Matisse Burrows (Kelsey Chow), nejatraktivnější dívky ve škole. Alex chce super auto, ale jeho otec mu ho nechce koupit, dokud se nepolepší. Alex ho ale moc nevnímá. Když má Alex hokejový zápas, nepřijde včas. Rozhodčí říká, že jestli sem nepřijde, tak družstvo vyloučí. Najednou zhasnou světla, a před vchod postaví plakát Lemon Oaks High School a plakát se roztrhne a z něj vyletí Alex Pearson a dál se vytahuje (přilepí si na hokejový dres obrázky květin). Ale to už trochu přehnal. Rozhodčí donutí vedoucího hokejového klubu Alexe z klubu vyhodit. Pokud chce Alex auto, bude muset plnit úkoly co mu táta řekne a starat se o svou sestru Emily (G.Hannelius), která je v týmu skautek včeliček. Jednou, když si Alex přišel do týmu včeliček pro Emily, dozvěděl se, že tým včeliček už nemá vedoucí, protože se odstěhovala. Alex tedy musí zaskočit a dělat vedoucí. Když mají včeličky první schůzku s Alexem, tak se mu snaží vysvětlit všechny pravidla včeliček. Alex si je ale trochu pozmění. Když nastane další schůzka, koná se u Emily doma. Ale včeličky nevědí co by měly dělat. Tak zajdou za Alexem. Ten je tam z počátku nechce, ale pek toho využije. Dá jim na práci úkoly co dal táta jemu. Emily to nechce dělat, ale jak se Alex zmíní že jsou to úkoly včeliček a jsou za odznáčky, tak se Emily s včeličkami dají do úkolů. Zatím co včeličky dělají práci za Alexe, Alex jim kreslí ty slíbené odznáčky. Než se tatínek vrátil domů úkoly byly perfektně hotovy. A Alex dal holkám odznáčky. I když přesto opravdovou odměnu dostal Alex od táty. Druhý den ráno říká táta Alexovi nové úkoly, a k tomu: „Když to bude tak perfektní jak včera, tak Ti dám auto.“ Alex má jako vůdce skautek přezdívku, Bumble Bee, Emily má přezdívku paní Zamboni. Skautky roznáší sušenky i na Alexově zápase. Původně odznaky jsou tvořeny Alexem pro dělání jeho práce, ale poté, co se dostane jim diskvalifikován, Alex shromažďuje to, co potřebují, a pomáhá jim získat reálný odznaky. Ve stejné době, Alex stojí také pro ostatní matky Den na Dina, Den matek, který je velmi controllingu a tlačí opakovaně, jak se zbavit svého vojska, a pomáhá jim postavit se k ní kontrolu. Bumble Bees a Alex, maskující se jako paní Zamboni, vydělají dost, aby se zúčastnili akce. Alex náhodně odhalí sebe, když během cupcake prodej na velké hokejové hry, on dá sebe, stále se tváří jako paní Zamboni, aby se vyhrát zápas poté, co trenér říká, že by zrušení pozastavení kdyby tam byl. Pokud tak učiníte, diskvalifikuje jeho vojska, odcizuje jeho nejlepší přítel a zklame své sestry a otce, který skutečně ukázalo se na hru. Poté, Emily odmítá mluvit s Alex a jeho otec odmítne ho potrestat, protože věděl, že Alex bude trestat sebe více. Po návratu jeho souseda psem, Alex se dozví, že ona byla Bumble Bee sama, a tak byla její dcera a vnučka, a že jeho matka byla v její dcery vojska, ale Alex matka zemřela před dvěma lety. Na učení, že Alex je zabývat se jí na pomoc v okolí domu výměnou za své bytí nový Den matek. Po zavedení ji do vojska, ona přesvědčí je, aby odpustil Alex, který jde do finále pro jeho hokejový zápas. Tam se omlouvá do jeho týmu a nabízí kapitán Husa, který odmítne řekl, že chce, Alexovi, aby se ještě kapitán, ale musí být skutečný kapitán. Během hry, Alex chová jako rozptýlení místo urvat pro sebe puk, který umožňuje jeho tým k vítězství. Alex i oběti vítězný výstřel Husa způsobuje husí dostat All-Star místě Alex chtěl. Bumble Bees show s tátou Alex, kteří jsou přesvědčeni, přijít do hry (on je obvykle příliš zaneprázdněn) a Matisse, kdo odpouští Alex a dá mu pusu na tvář a odhalí, že chtějí Alex, aby se jejich skutečné Den matek, a ne sousedem a Alex souhlasí. Na Camporee, Alex, nyní Den Matka všech rodičů o přijetí, je nucen obléci si uniformu Bumble Bee, aby byl Den matek. Dina, jeho soupeř, pošle svého manžela, aby zastavil, co dělá, ale místo toho, je muž, který byl také rozhodčí, který přinutil Alex zavěšení na prvním místě a All Star trenér, zaujatý Alex a nabízí mu místo na All Star týmu. Alex přijímá tak dlouho, jak to funguje kolem jeho skautek rozvrh.

## Obsazení
- Hutch Dano jako Alex Pearson
- Genevieve Hannelius jako Emily Pearson
- Vicki Lewis jako Dina Stohy
- Kelsey Chow jako Matisse Burrows
- David Lambert jako Danny "Goose" Gustavo
- Kelly Gould jako Rachel
- Taylar Hender jako Abigail Crichlow
- Kiara Mohameda jako Ursula Kendall
- Haley Tju jako Tina
- Maurice Godin jako profesor Pearson
- Debra Mooney jako paní Jackless